# KJ-1 AEWC
KJ-1 (tiếng Trung: 空警-1; bính âm: Kōngjǐng Liǎngbǎi; dịch nghĩa: "Cảnh báo trên không-1") là máy bay chỉ huy và cảnh báo sớm trên không (AEW&C) thế hệ thứ nhất của Trung Quốc. Dự án được bắt đầu vào năm 1969 với mật danh "Dự án 926".

## Thiết kế và phát triển
KJ-1 là máy bay ném bom Tupolev Tu-4 được chuyển đổi để gắn thêm các hệ thống radar và thiết bị cảm biến ở trên lưng và dưới bụng. Theo tuyên bố của chính phủ Trung Quốc, một chiếc KJ-1 sẽ tương đương với hơn 40 trạm radar mặt đất, nhưng quá trình phát triển đã bị dừng lại do Đại Cách mạng Văn hóa vô sản. Trong thời kỳ cải cách kinh tế, dự án này một lần nữa bị đình trệ vì việc phát triển kinh tế được ưu tiên hàng đầu. Cuối cùng, khi dự án được xem xét lại để hiện đại hóa Lực lượng Không quân Quân Giải phóng Nhân dân (PLAAF), nó đã bị coi là lỗi thời. Để thay thế cho KJ-1, Trung Quốc đã phát triển một radar mảng pha cho mẫu máy bay KJ-2000 AWACS. Chiếc KJ-1 duy nhất hiện đang được trưng bày tại Bảo tàng Hàng không Trung Quốc ở phía bắc Bắc Kinh.